# Università di Windsor
L'Università di Windsor (in inglese University of Windsor) è un ente di istruzione superiore pubblico con sede a Windsor nell'Ontario, in Canada.

## Descrizione

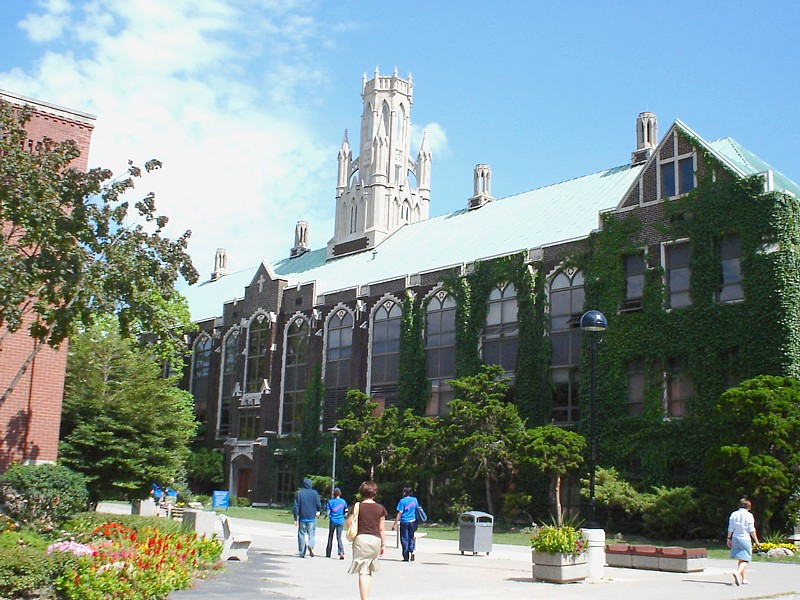
Dillon Hall, al centro del campus dell'Università di Windsor

È l'università canadese più meridionale, con circa 10.000 studenti universitari (distribuiti tra studenti a tempo pieno e part-time) ed oltre 3.000 studenti già laureati.
L'Università di Windsor ha nove facoltà, tra le quali la Facoltà di Lettere, Scienze umanistiche e sociali, la Facoltà di Scienze della Formazione, la Facoltà di Ingegneria, Odette School of Business, la Facoltà di Studi Laureati, la Facoltà di Cinetica Umana, la Facoltà di Giurisprudenza , la Facoltà di Infermieristica e la Facoltà di Scienze.